# Arius microcephalus
Arius microcephalus är en fiskart som beskrevs av Bleeker, 1855. Arius microcephalus ingår i släktet Arius och familjen Ariidae. Inga underarter finns listade i Catalogue of Life.